# Pseudophacopteron lautereri
Pseudophacopteron lautereri är en insektsart som beskrevs av Malenovsk² och Burckhardt 2009. Pseudophacopteron lautereri ingår i släktet Pseudophacopteron och familjen Phacopteronidae.
Artens utbredningsområde är Uganda. Inga underarter finns listade i Catalogue of Life.